# Rostnate
Rostnate (Potamogeton alpinus) är en nateväxtart som beskrevs av Giovanni Battista Balbis. Enligt Catalogue of Life ingår Rostnate i släktet natar och familjen nateväxter, men enligt Dyntaxa är tillhörigheten istället släktet natar och familjen nateväxter. IUCN kategoriserar arten globalt som livskraftig. Arten är reproducerande i Sverige. Inga underarter finns listade.
Rostnate påträffas ofta i sjöar alldeles intill åar och bäckars inlopp i sjön.

## Bildgalleri

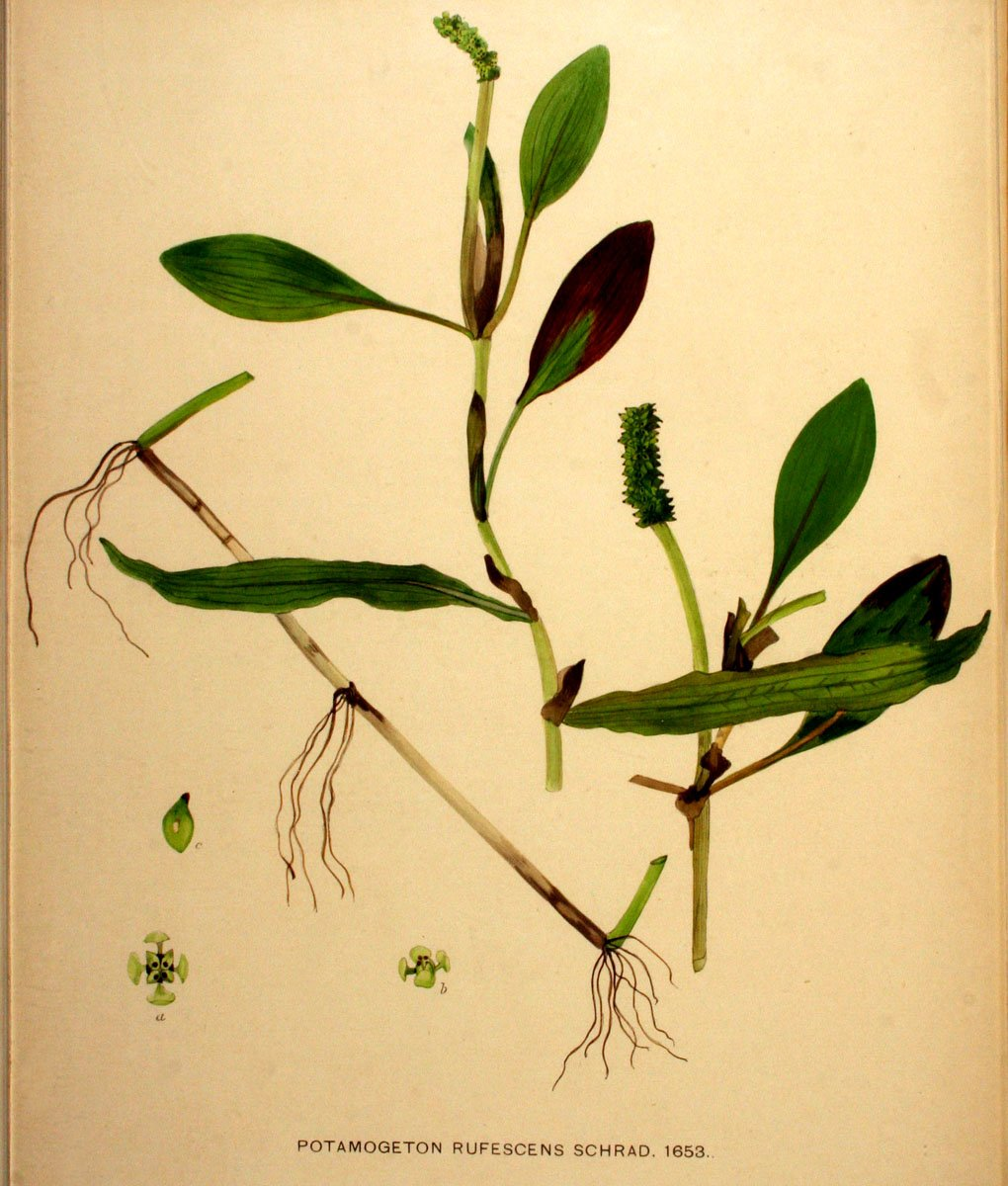